# Estación Dufaur
Dufaur es una estación ferroviaria ubicada en la localidad del mismo nombre, en el partido de Saavedra, Provincia de Buenos Aires, Argentina.

## Servicios
Por sus vías corren trenes de carga de la empresa Ferroexpreso Pampeano.

## Ubicación
Se encuentra ubicada a 579 km al suroeste de la estación Constitución.